# رجینا (نیومکزیکو)
رجینا (به انگلیسی: Regina) یک منطقهٔ مسکونی در ایالات متحده آمریکا است که در شهرستان سندووال، نیومکزیکو واقع شده‌است. رجینا ۱۸٫۹ کیلومتر مربع مساحت و ۹۹ نفر جمعیت دارد و ۲٬۲۸۰ متر بالاتر از سطح دریا واقع شده‌است.